# A vista de pájaro
A vista de pájaro es una serie documental de los años 80 en la que se viaja por los distintos lugares de España desde un helicóptero a vista de pájaro
Según palabras de Eduardo Delgado 

La idea general de un programa íntegramente rodado desde el aire era mostrar cosas muy diferentes y conocidas de nuestro país introduciendo solamente la perspectiva aérea

Esta serie hizo que años más tarde TVE hiciera otra actualización de la serie España entre el cielo y la tierra y en las televisiones autonómicas surgieran espacios similares pero centrándose en las correspondientes autonomías, series como Un paseo por las nubes, a vista de pájaro. de Castilla-La Mancha Televisión, Andalucía es de cine de Canal Sur, Cataluña desde el aire de TV3, Euskal Herria: La mirada mágica de EITB Madrid desde el aire de Telemadrid, Canarias. Un paseo por las nubes de Radio Televisión Canaria o Extremadura desde el aire de Canal Extremadura.

## Colección de VHS
Debido al éxito que obtuvo, la serie fue editada bajo la forma de una colección de 18 cintas VHS:
1. Córdoba, Granada y Jaén
2. Cádiz, Huelva, Ceuta y Melilla
3. Málaga, Almería y Sevilla
4. Castellón, Valencia y Alicante
5. Cáceres, Badajoz y Ciudad Real
6. Madrid, Segovia y Toledo
7. Cuenca, Albacete y Murcia
8. Huesca, Zaragoza y Teruel
9. Burgos, Palencia y Valladolid
10. Zamora, Salamanca y Ávila
11. Álava, Vizcaya y Guipúzcoa
12. Asturias, León y Cantabria
13. Navarra y la Rioja
14. Baleares, Tenerife y Las Palmas
15. Barcelona, Tarragona, Lérida y Gerona
16. La Coruña y Lugo
17. Orense y Pontevedra
18. Soria y Guadalajara

## Colección de DVD
Debido al éxito de la serie y de la colección de VHS, se editó una colección de DVD con los episodios de la serie. La colección está formada por 12 DVD:
1. Huelva, Sevilla, Córdoba y Jaén
2. Cádiz, Málaga, Granada y Almería
3. Tenerife, Las Palmas, Ceuta, Melilla y Baleares
4. Barcelona, Tarragona, Lérida y Gerona
5. La Coruña, Lugo, Orense y Pontevedra
6. Castellón, Valencia, Alicante y Murcia
7. Guipúzcoa, Vizcaya, Álava y Navarra
8. Huesca, Zaragoza, Teruel y la Rioja
9. Toledo, Ciudad Real, Albacete y Cuenca
10. Asturias, Cantabria, Burgos, León y Palencia
11. Cáceres, Badajoz, Salamanca y Zamora
12. Madrid, Valladolid, Ávila, Segovia y Soria